# Glatter Knopfschwanzgecko
|  | Dieser Artikel wurde aufgrund von formalen oder inhaltlichen Mängeln in der Qualitätssicherung Biologie im Abschnitt „Reptilien“ zur Verbesserung eingetragen. Dies geschieht, um die Qualität der Biologie-Artikel auf ein akzeptables Niveau zu bringen. Bitte hilf mit, diesen Artikel zu verbessern! Artikel, die nicht signifikant verbessert werden, können gegebenenfalls gelöscht werden. Lies dazu auch die näheren Informationen in den Mindestanforderungen an Biologie-Artikel. Begründung: Falsches Lemma, ungeeignete Literatur |

Der Glatte Knopfschwanzgecko (Nephrurus levis/Lateinisch levis = Glatt) ist ein ca. 15 Zentimeter langer Vertreter aus der Gruppe der Geckoartigen. Es sind drei Unterarten bekannt.

## Aussehen
Die Tiere haben einen kurzen, flachen Körperbau und einen sehr großen Kopf. Sie haben sehr große Augen. Der sehr kurze Schwanz hat am Ende eine rundliche Verdickung, deren eigentlicher Zweck unbekannt ist. Die braune bis rotbraune Färbung des Glatten Knopfschwanzgeckos ist nur an der Körperoberseite, dem Kopf, den Beinen und dem Schwanz zu finden. Der Bauch ist weiß.

## Lebensraum

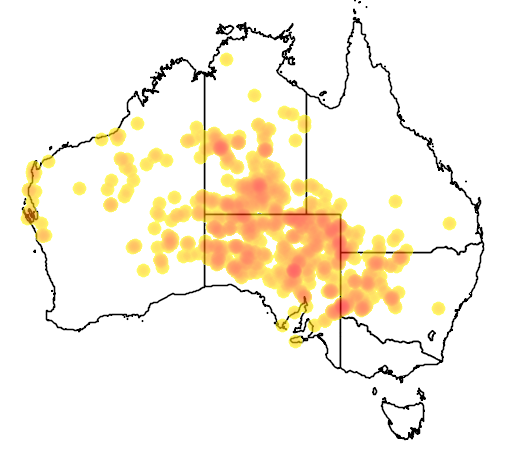
Verbreitungskarte des Glatter Knopfschwanzgeckos

Diese Art bewohnt die Wüstengebiete im Inneren des australischen Kontinents bis zur Westküste.

## Lebensweise
Diese Art ist vor allem nacht - und dämmerungsaktiv, den Tag verbringt er schlafend unter Felsen. Er jagt vor allem Insekten und kleine Spinnen. Bei Gefahr läuft er auf seine Feinde zu und lässt ein sehr schrilles Quietschen ertönen, um sie zu verschrecken. Wenn der Angreifer danach verwirrt ist, nutzt der Glatte Knopfschwanzgecko diesen Moment aus, um sich unter Steinen oder in einem Erdloch in Sicherheit zu bringen.

## Fortpflanzung
Das Weibchen legt meist nur 2 Eier, die unter Felsen oder in Felsspalten versteckt werden. Es wird keine Brutpflege betrieben.

## Gefährdung und Schutzmaßnahmen
Da für diese Art keinerlei Gefährdungen bekannt sind und sie auch in Schutzgebieten vorkommt, wird sie von der IUCN als (Least Concern) nicht gefährdet gelistet.